# Barbara Tatara
Barbara Tatara-Kacperska (ur. 29 lutego 1984 w Łodzi) – polska modelka, Miss Polonia 2007.

## Życiorys
Na co dzień mieszka w Łodzi. Absolwentka III Liceum Ogólnokształcącego w Łodzi. Absolwentka Wydziału Filologii Słowiańskiej na Uniwersytecie Łódzkim. Jest również studentką Clark University w Łodzi. Deklaruje biegłą znajomość języka angielskiego, serbskiego, rosyjskiego i bułgarskiego. Pracuje jako modelka od 2000 roku. Na konkursie Miss Earth 2007 znalazła się w TOP 15 w minikonkursie strojów kąpielowych. W lipcu 2008 roku wzięła udział w najbardziej medialnym konkursie piękności na świecie – Miss Universe, którego gala odbyła się w Wietnamie.
6 czerwca 2009 wyszła za mąż za Rafała Kacperskiego. Prowadzi przedsiębiorstwo.

### Sylwetka
- Wzrost: 176 cm
- Biust: 91 cm
- Talia: 62 cm
- Biodra: 90 cm

## Sukcesy
- Miss Województwa Łódzkiego 2007
- Miss Polonia 2007
- TOP 15 w bikini - Miss Earth 2007